# Vetternspitze
Vetternspitze är en bergstopp i Österrike.   Den ligger i distriktet Liezen och förbundslandet Steiermark, i den centrala delen av landet, 230 km sydväst om huvudstaden Wien. Toppen på Vetternspitze är 2 176 meter över havet.
Terrängen runt Vetternspitze är huvudsakligen bergig, men den allra närmaste omgivningen är kuperad. Närmaste större samhälle är Schladming, 12,2 km norr om Vetternspitze. 
Trakten runt Vetternspitze består i huvudsak av gräsmarker. Runt Vetternspitze är det glesbefolkat, med 20 invånare per kvadratkilometer.